# (11713) Stubbs
(11713) Stubbs est un astéroïde de la ceinture principale.

## Description
(11713) Stubbs est un astéroïde de la ceinture principale. Il fut découvert le 25 avril 1998 à la station Anderson Mesa par le programme LONEOS. Il présente une orbite caractérisée par un demi-grand axe de 2,53 UA, une excentricité de 0,12 et une inclinaison de 11,3° par rapport à l'écliptique.

## Compléments